# Pegomya bicolor
Pegomya bicolor este o specie de muște din genul Pegomya, familia Anthomyiidae. A fost descrisă pentru prima dată de Christian Rudolph Wilhelm Wiedemann în anul 1817. Conform Catalogue of Life specia Pegomya bicolor nu are subspecii cunoscute.